# Megatrendy
Megatrendy (anglicky megatrends) je označení pro rozsáhlé vývojové tendence, jež započaly v minulosti, probíhají v současnosti a budou pokračovat do budoucnosti. Pokud probíhají v celosvětovém měřítku, používá se pro ně označení globální megatrendy (global megatrends).
Koncepci megatrendů etabloval americký vědec John Naisbitt. V roce 1982 vydal po mnohaletém výzkumu knihu Megatrendy. Deset nových směrů, jež mění naše životy (Megatrends. Ten New Directions Transforming Our Lives). Mezi trendy, jež budou důležité pro následující dekády, vymezil např. přechod od industriální společnosti ke společnosti informační, odklon od centralizace k decentralizaci, opouštění pevného hierarchického uspořádání a nárůst síťové spolupráce atd. (plný výčet je uveden zde).
Naisbittova kniha se krátce po svém vydání stala kultovní. Byla vydána ve více než padesáti zemích a prodalo se jí přes 14 milionů výtisků. Megatrendy se od té doby běžně používají při tvorbě scénářů a v rámci různých strategií. V uplynulých desetiletích byla identifikována řada nových megatrendů, některé z nich navazují na staré a překrývají se, některé jsou ale úplně nové. Naisbitt publikoval po vydání knihy řadu dalších prací, věnuje se rovněž megatrendům v asijských zemích přičemž se zaměřuje na Čínu. Na Naisbittovo dílo navazuje řada dalších autorů, kteří rozpracovali jeho trendy, popř. vytyčili vlastní. Mezi nejznámější z poslední doby patří Thierry Malleret, Patricia Aburdene či Mathew Burrows. V České republice se výzkumem megatrendů zabývá Miroslav Havránek z Centra pro otázky životního prostředí UK.
Mapování a analyzování stávajících (mega)trendů je klíčové ve sféře byznysu. Podniky i celá odvětví, která nedostatečně rychle zareagují na změny mohou zaniknout (viz současný rozvoj průmyslu 4.0 a digitální ekonomiky). Na zkoumání a hodnocení megatrendů je založena činnost řady konzultačních firem. Analýza stavu, v němž se společnost nachází, identifikování hnacích sil a upozornění na vývojové tendence je ale stejně důležité i pro návrhy řešení a přijímání konkrétních opatření směřujících k udržitelnému rozvoji na regionální, národní i globální úrovni.
Evropská agentura životního prostředí (European Environment Agency) vydala v roce 2015 zprávu, která identifikuje 11 globálních megatrendů, jež by měly být zohledněny při tvorbě národních strategií. Rada vlády pro udržitelný rozvoj hodlá analyzovat současné megatrendy a zohlednit je při přípravě Aktualizace Strategického rámce udržitelného rozvoje.